# St. Stephan (Genhofen)

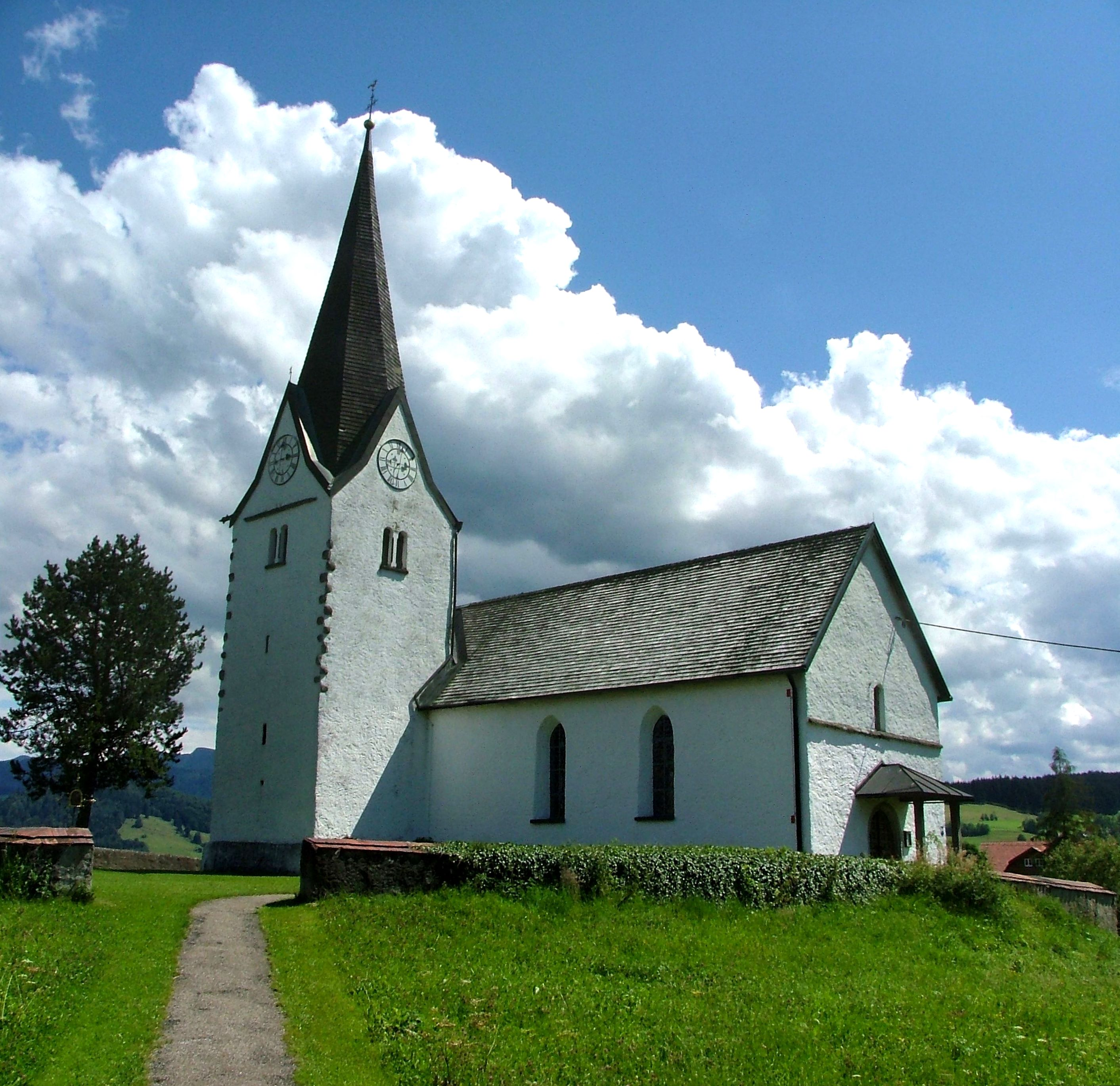
Stephanskapelle in Genhofen

St. Stephan (auch: Stephanuskapelle) ist eine katholische Filialkirche in Genhofen, einem Gemeindeteil der Gemeinde Stiefenhofen. Als Baudenkmal ist sie in die Bayerische Denkmalliste eingetragen.

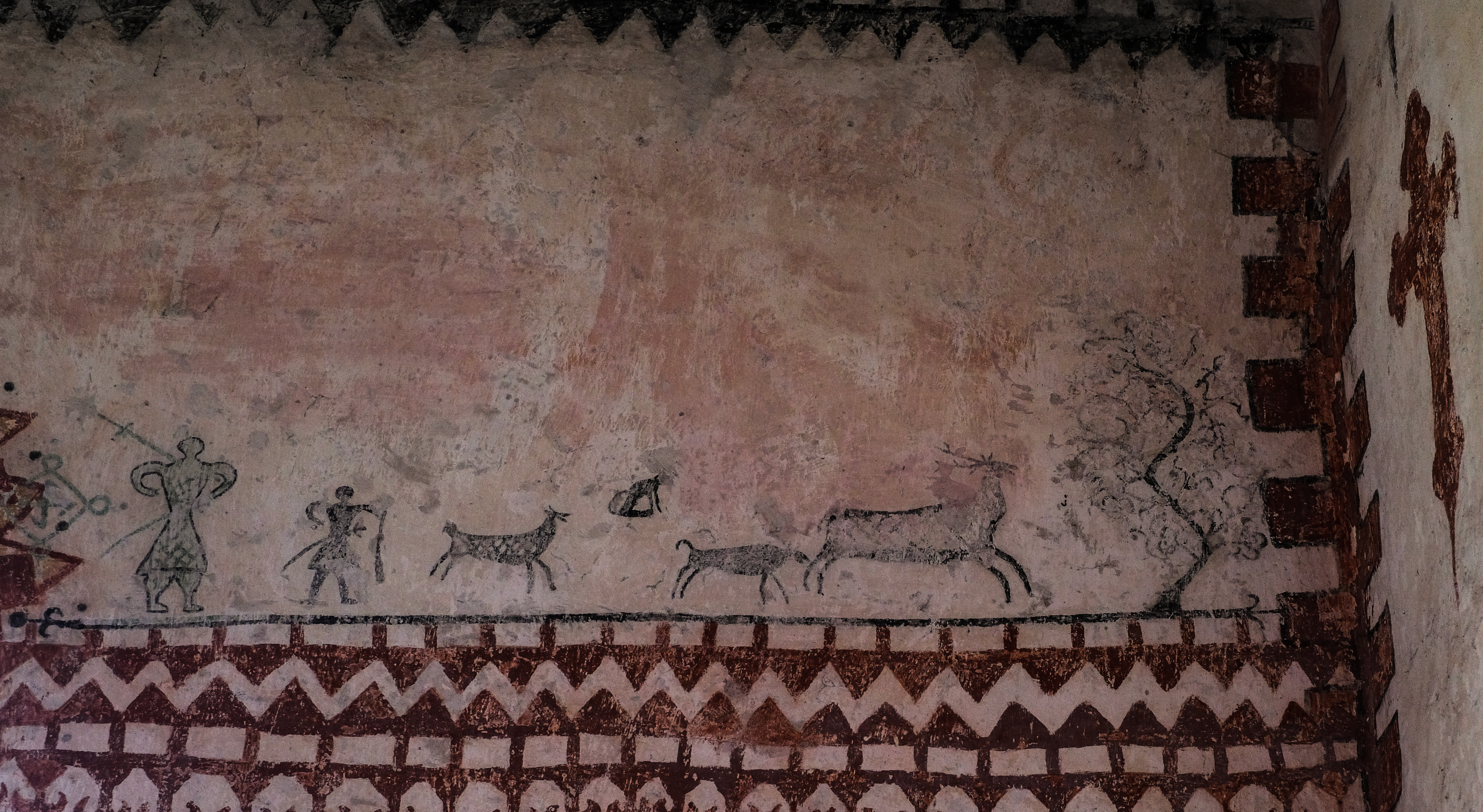
Die sogenannte Genhofener Jagd

## Geschichte und Ausstattung
Genhofen liegt vor dem gefürchteten Anstieg der Salzstraße auf den Hahnschenkel. In diesem Zusammenhang entstand die Stephanskapelle mit ihren weitgehend im Original erhaltenen Fresken aus dem späten 15. Jahrhundert. Ihr Bauherr war Magister Conrad Schilling. Die neben der Tür zur Sakristei eingeritzte Jahreszahl 1495 steht vermutlich in Verbindung mit Bau des Kirchturmes und des spätgotischen Chores.
Von bemerkenswerter Qualität sind die drei spätgotischen Flügelaltäre im Innern. Die Bilder des Choraltars stammen von Adam Schlan(t)z, dem Hofmaler des Fürstabts von Kempten, die er nach eigenen Angaben am 9. Oktober 1523 vollendete. Sie zeigen Papst Silvester I., den Viehpatron Eligius von Noyon, die Glaubensboten St. Beatus und Magnus von Füssen. Zu den weiteren Motiven gehören St. Christophorus, Jesus Christus als Schmerzensmann und die trauernde Maria. Die Plastiken der Altäre werden Michael Zeynsler († nach 1559) zugeschrieben; sie zeigen den Augsburger Bischof St. Ulrich, Maria mit Kind und den Apostel Jakobus den Älteren. Neben Jakobus ist ein zweiter Patron der Reisenden, St. Christophorus, vorhanden. Das Patrozinium des Jakobus steht in Zusammenhang mit Genhofens Lage am Münchner Jabobsweg von München nach Bregenz.
Die Tür zur Sakristei wird von einigen Dutzend aufgenagelten Hufeisen geschmückt. Sie dürften von dem hier ansässigen Schmied als einer der Stifter oder den Fuhrleuten als Votivgaben hinterlassen worden sein nachdem sie den beschwerlichen Anstieg des Hahnenschenkels bewältigt hatten und lose Eisen ihrer Pferde in dieser Schmiede neu beschlagen ließen. Auf die hohe Bedeutung der Kirche für die örtliche Schmiede deuten die gekreuzten Wolfsangeln auf der Sakristeitür und auf den Fresken hin.
Von der ersten Fassung der Wandbemalungen aus der Erbauungszeit haben sich nur Reste, wie die Umrisse einer Madonna mit Jesuskind und einem nicht näher identifizierbarem Heiligen in der Laibung des Südfensters des Chores erhalten. Ungewöhnlich erscheint dagegen die darauffolgende Fassung der Fresken, die überwiegend in den Farben Ocker, Schwarz und  Umbra von primitiv wirkender Hand ausgeführt wurden. Diese Fresken zeigen Wappen, Jagdszenen, Pfahlkreuze mit Vögeln (Totenvögel?), Sonnenkreuze, Balkenkenkreuze, Drudenfüße, gekreuzte Wolfsangeln und zahlreiche geometrische und florale Ornamente in verschiedensten Formen. Teile der Ornamente wirken wie vorchristliche Kultzeichen und Symbole. Insbesondere die sogenannte Genhofener Jagd weist geradezu Charakteristika neolithischer Höhlenmalereien auf. Unter den dargestellten Wappen befinden sich die der  Magdalena von Oettingen und dem Adelsgeschlecht der Montforts. Diese Fresken wurden in der Zeit zwischen 1566 und 1617 unter den Stiefenhofener Pfarrern Anton Heimos und Arbogast Heimos angelegt, und knapp 100 Jahre später wieder übermalt, da sie aufgrund ihrer primitiven Ästhetik als für ein Gotteshaus als unwürdig angesehen wurden. Bei Renovierungsarbeiten in den Jahren 1938 bis 1944 wurde diese zwischenzeitlich vergessene Farbfassung wieder freigelegt, was die Kapelle über kunsthistorische Kreise hinaus bekannt machte.
Bei umfassenden Restaurierungsarbeiten wurde 2019 ein Urnenkasten aus dem 16. Jahrhundert wiederentdeckt,

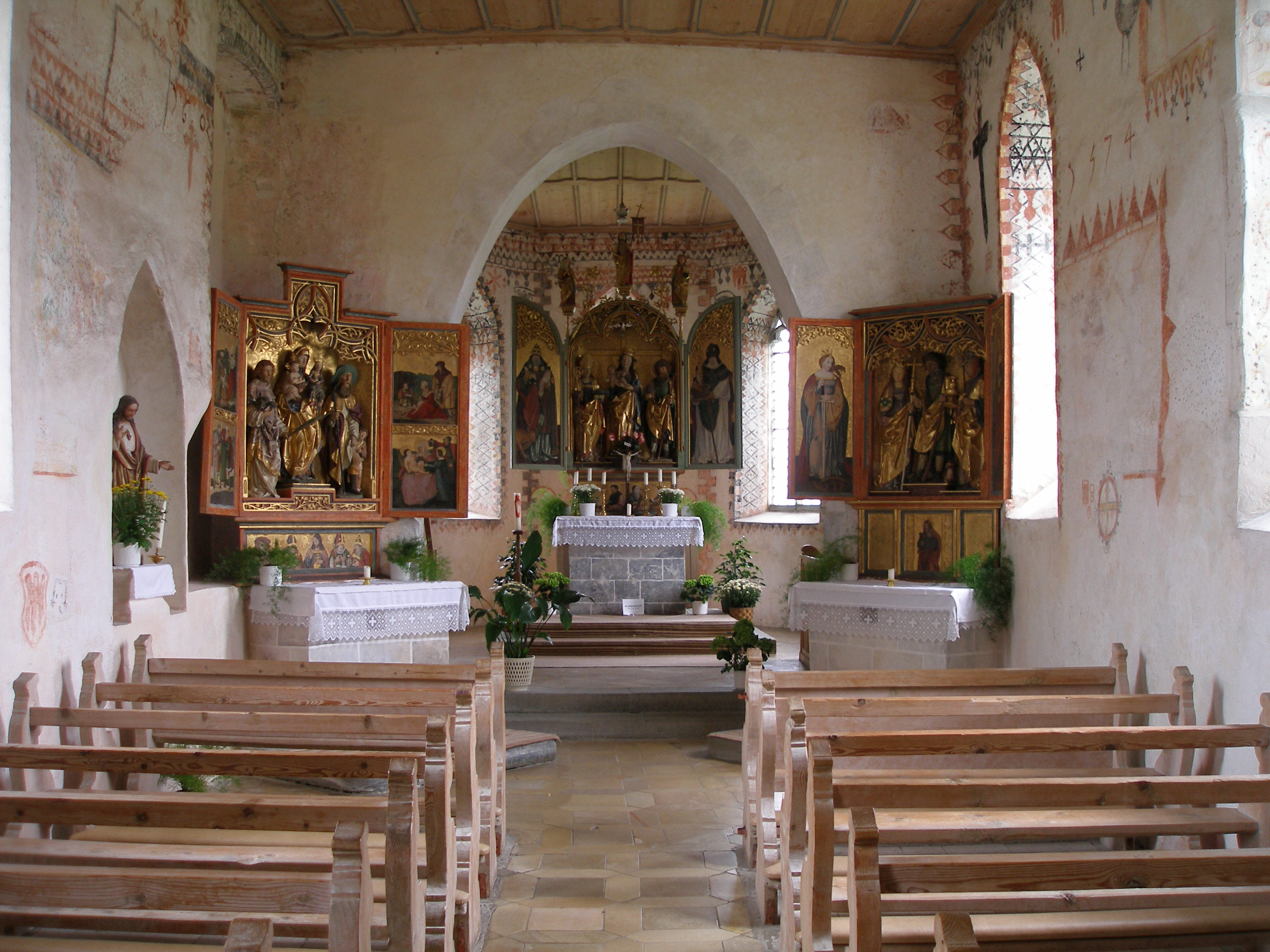
Blick auf die Flügelaltäre
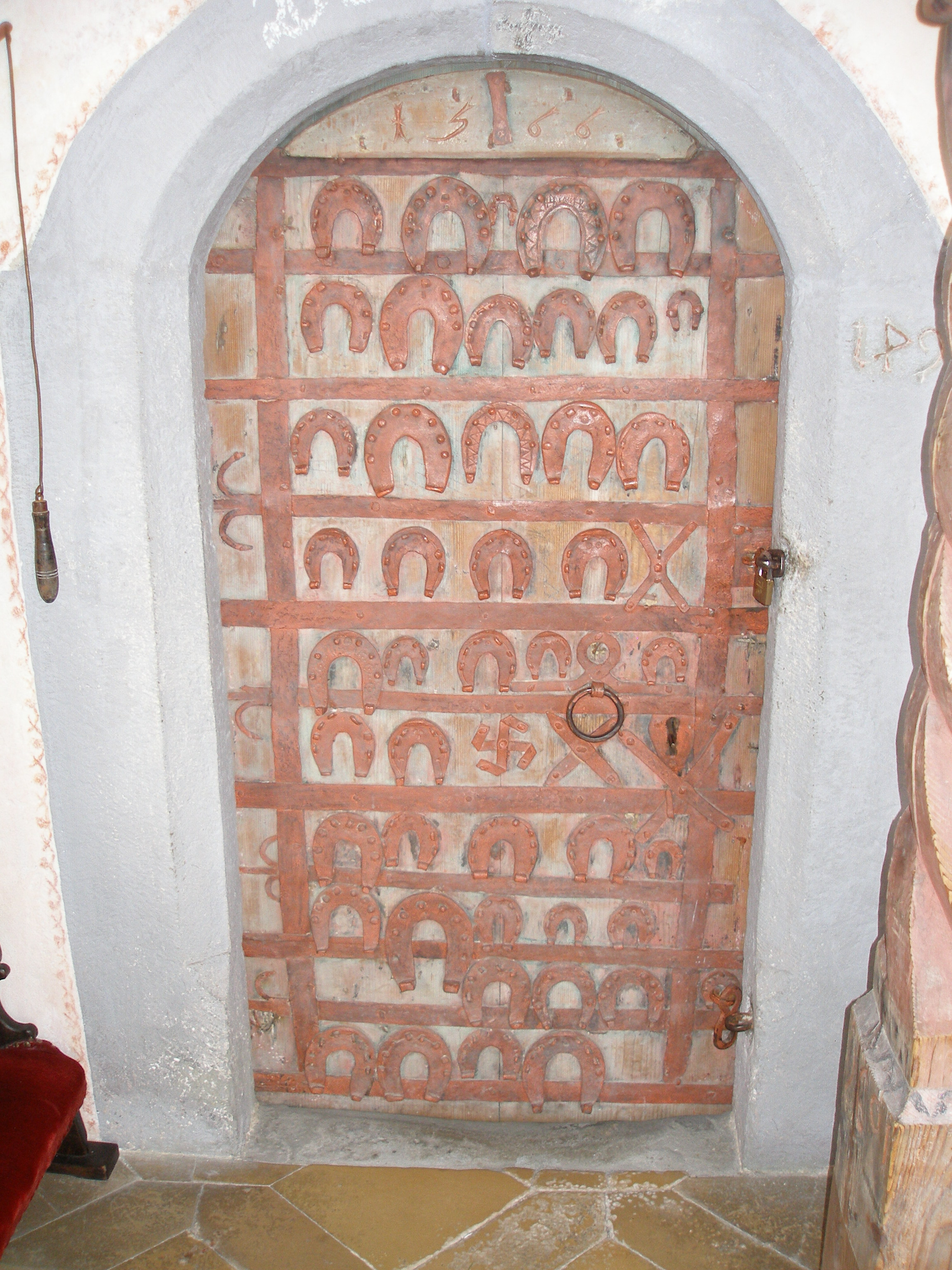
Sakristeitür
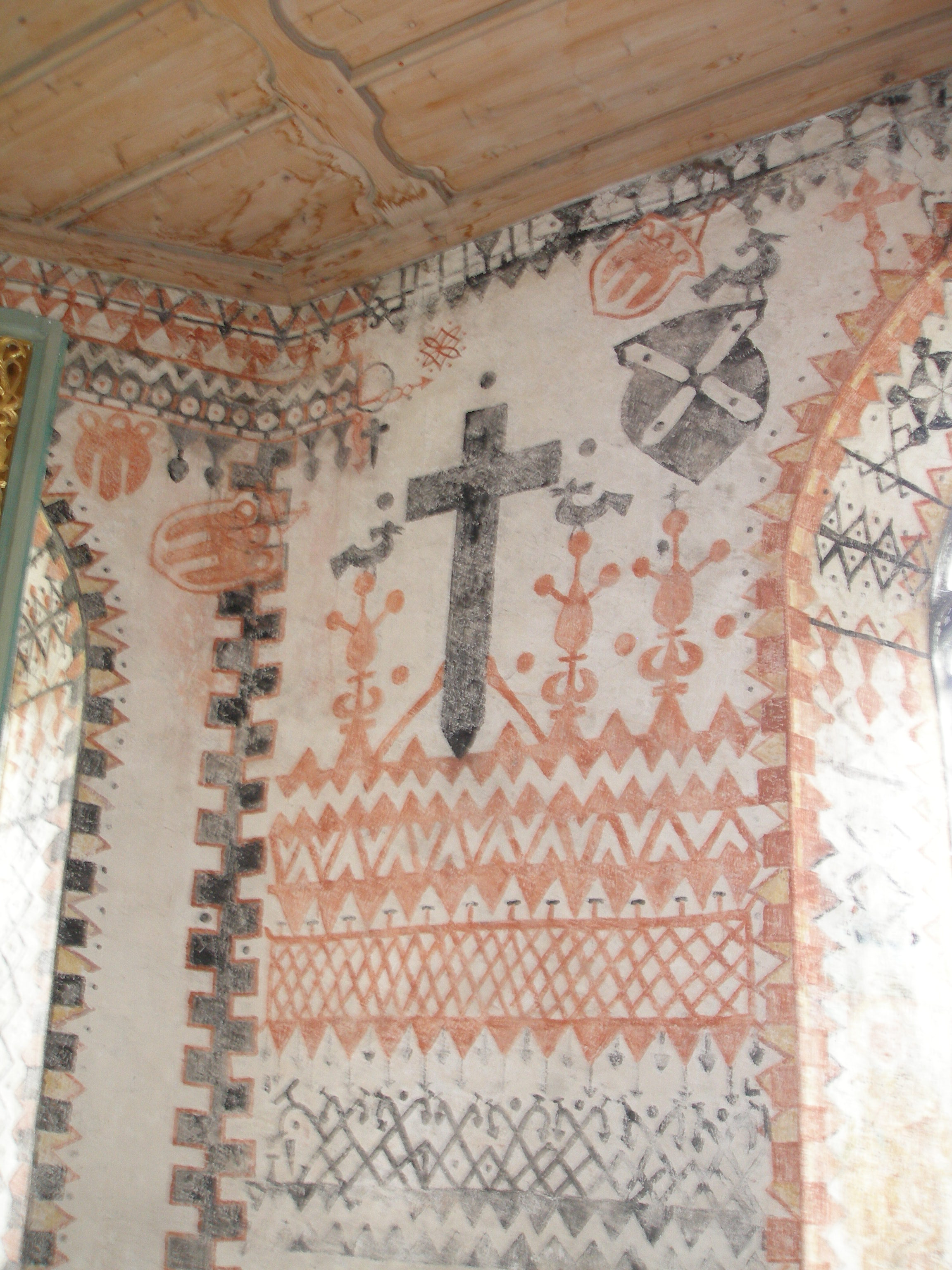
Wandfresken des 16. Jh.
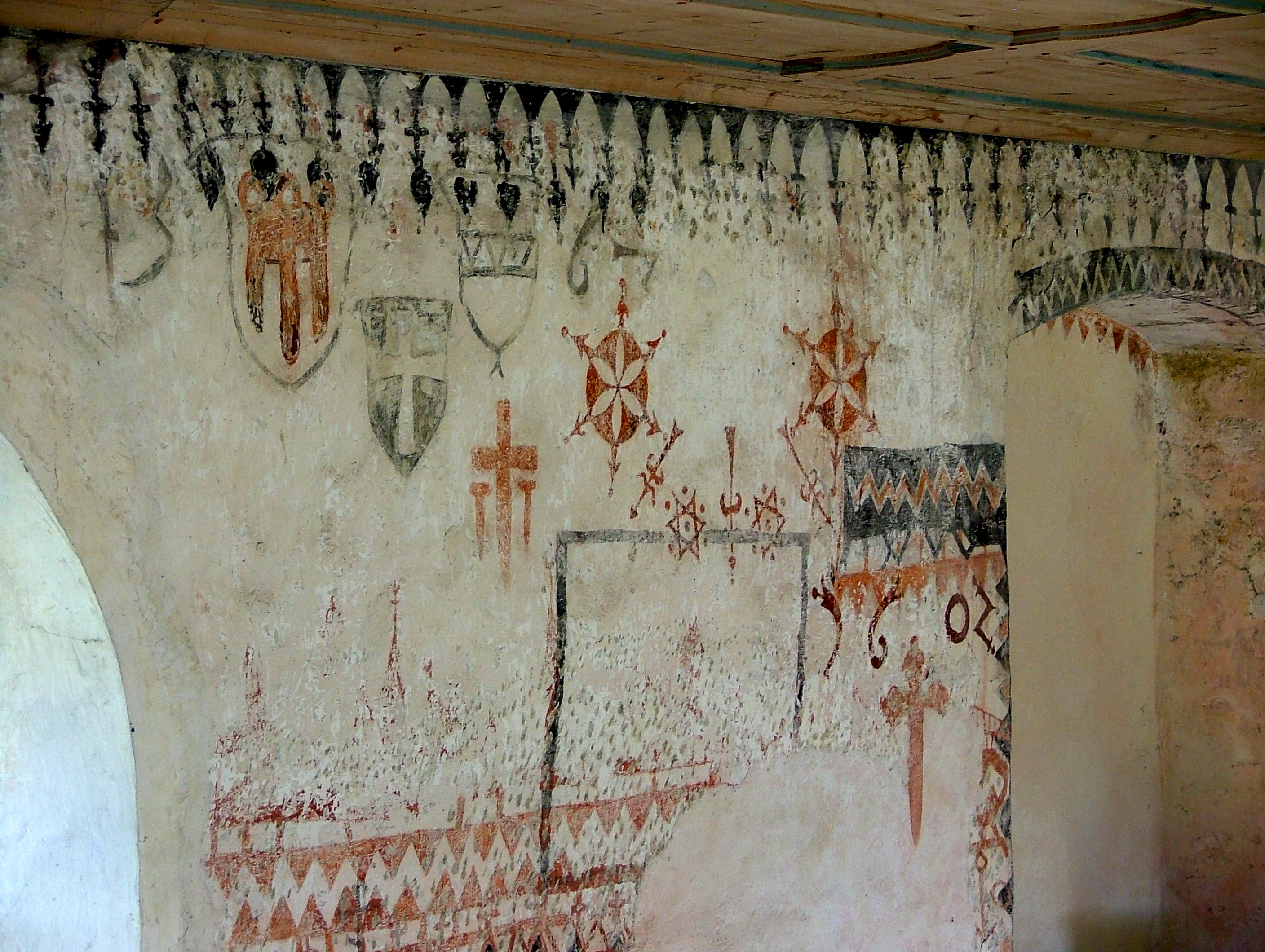
Wandfresken
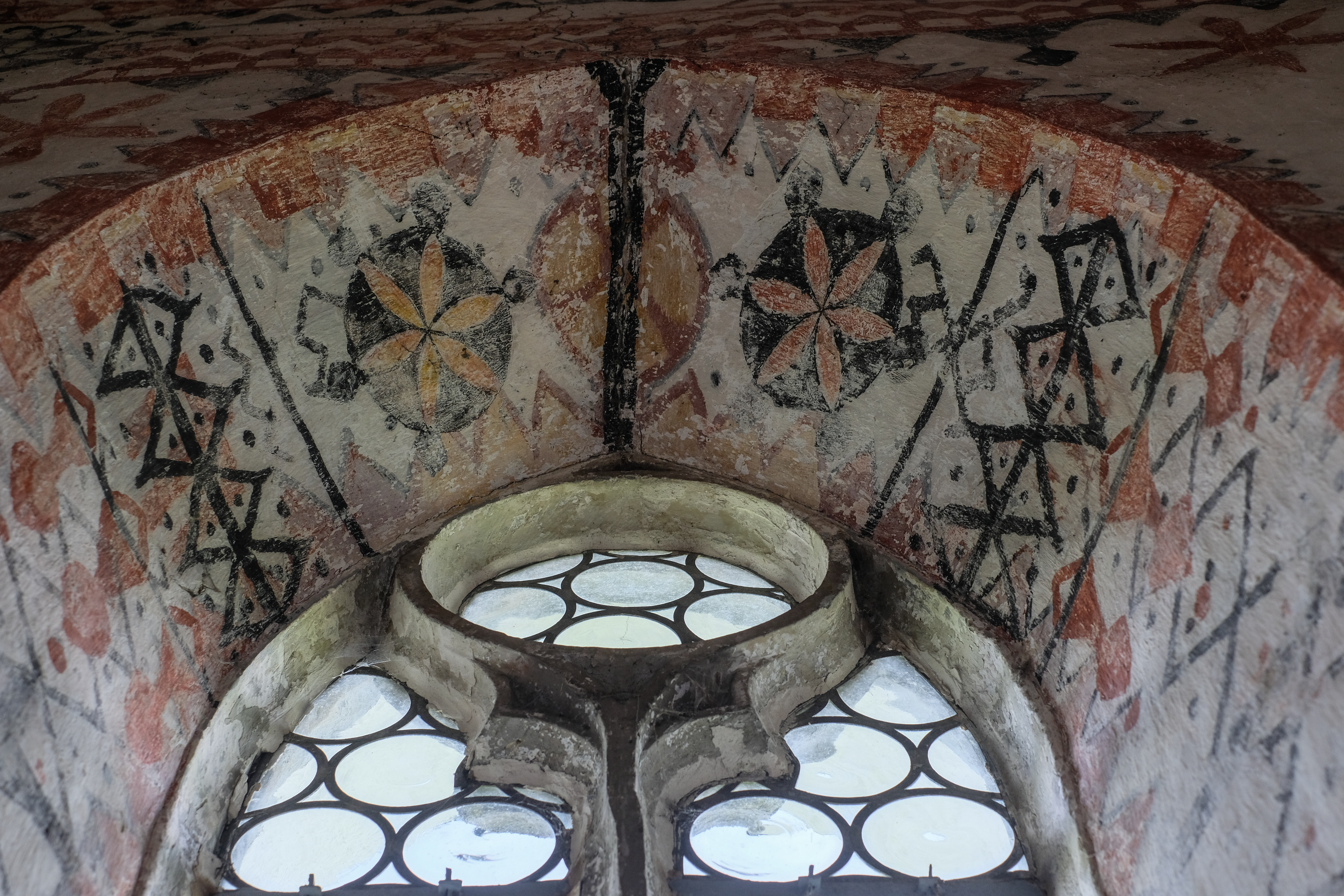
Fresken der Fensterlaibungen
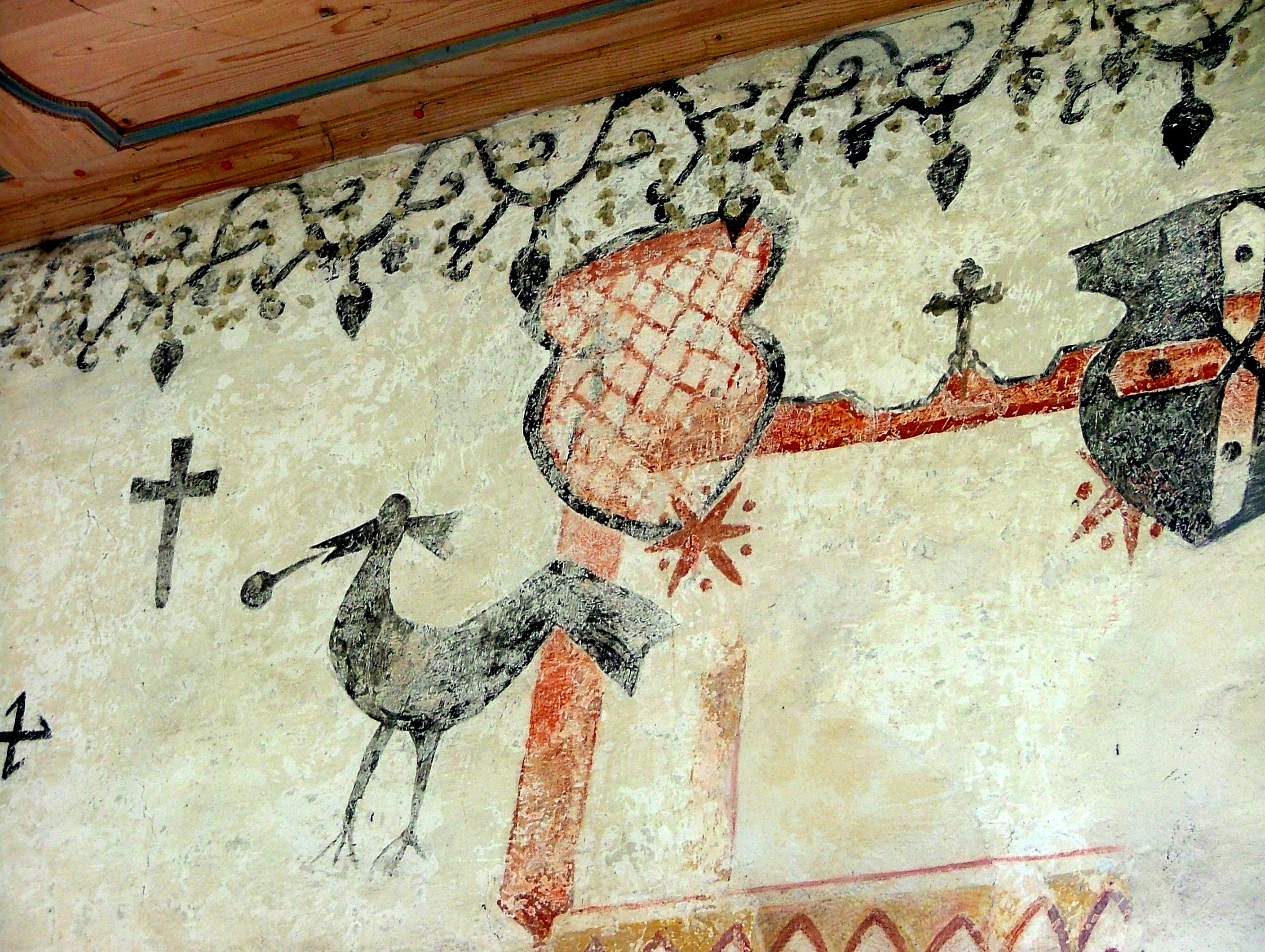
Totenvogel